# Io sono (album Paola Turci)
Io sono è un album discografico di raccolta della cantautrice Paola Turci, pubblicato nell'aprile 2015.

## Il disco
Il disco è stato realizzato in occasione dei trent'anni di carriera dell'artista. Oltre ai brani che hanno reso celebre Paola Turci, sono inclusi tre inediti. Uno di questi, Io sono, dà il titolo all'intero album ed è stato pubblicato come singolo circa un mese prima del disco. Il brano Io sono è stato inoltre scritto con Francesco Bianconi (frontman dei Baustelle) e Pippo "Kaballà" Rinaldi.
Gli altri due brani inediti sono Questa non è una canzone e Quante vite viviamo.
La produzione artistica dell'album è di Federico Dragogna, membro dei Ministri.
La foto di copertina è stata scattata da Ilaria Magliocchetti Lombi.
L'album debutta nella classifica italiana alla nona posizione.

## Tracce
1. Volo così – 4:44
2. Stato di calma apparente – 4:22
3. Io sono – 3:24 (F. Bianconi - G. Rinaldi) – inedito
4. Mani giunte – 3:56
5. Questa non è una canzone – 3:11 (testo: F. M. Murru – musica: P. Turci) – inedito
6. Attraversami il cuore – 3:37
7. Quel fondo di luce buona – 3:38
8. Ringrazio Dio – 4:05
9. Dimentichiamo tutto – 4:06
10. Bambini – 4:38
11. Quante vite viviamo – 3:05 (testo: F. M. Murru – musica: P. Turci) – inedito
12. Lettera d'amore d'inverno – 3:56
13. Questione di sguardi – 4:14
14. Mi manchi tu – 3:10
15. Ti amerò lo stesso – 2:56

Durata totale: 57:02

## Formazione
- Paola Turci – voce, cori
- Fabrizio Fratepietro – batteria, vibrafono
- Pierpaolo Ranieri – basso, contrabbasso
- Enea Bardi – basso
- Federico Dragogna – chitarra, cori, sintetizzatore
- Fernando Pantini – chitarra
- Daniela Savoldi – violoncello
- Francesco Bianconi – cori

## Classifiche
| Classifica (2015) | Posizione |
| ----------------- | --------- |
| Italia            | 9         |